# Jaume Vilalta i Casas
Jaume Vilalta i Casas (Barcelona, 1956), és periodista i professor de la Universitat Pompeu Fabra. Juntament amb Miquel Garcia Horcajo va ser l'autor del primer audiovisual en llengua catalana que va guanyar un Premi Ondas en la categoria Internacional (1988) i un Premi Ortega y Gasset l'any 1989 pel reportatge Raval: l'últim esglaó emès en el programa Trenta Minuts de Televisió de Catalunya.
Va crear i dirigir l'espai de reportatges en català Línia 900 de Televisió Espanyola, fet des dels estudis de Sant Cugat, que va passar a ser emès en castellà el 1990 per a tota l'àrea de cobertura de TVE. També va dirigir el 1996 Néixer és cosa de Tres (TV3), W@W@W@ i Un pez llamado Tech (Canal Satélite Digital). Director i presentador del programa de divulgació científica Quèquicom, del Canal 33 de Televisió de Catalunya. Va formar part de les redaccions del diaris Hoja del Lunes i El Periódico de Catalunya, diari pel qual cobreix la primera expedició catalana a l'Everest, el 1982.

## Premis
- Premis del Consell Municipal de Benestar Social 1993 per "La maté porque era mía" amb Xavier Caño i Miguel Mellado i 1994, per “Convivencia racial: un juego de niños”, amb Julià Castelló i Carles Ortiz, atorgat per l'Ajuntament de Barcelona[1]
- Placa Narcís Monturiol al mèrit científic i tecnològic, 2009, al front de l'Equip de Quèquicom[2]
- Premi Zapping 2010 com a millor programa Documental o Divulgatiu atorgat a Quèquicom per Teleespectadors Associats de Catalunya, TAC.[3]
- Premi Festival Internacional Telenatura 2013 Arxivat 2023-11-29 a Wayback Machine. al millor espai de divulgació científica atorgat per la Universitat de Navarra amb la participació de l'Associación Española de Cine e Imagen Científicos, pel capítol "La vida privada de les bèsties". Samantha Vall i Dani Vallvé són els autors dels reportatge i la direcció científica, d'Ignasi Arribas.[4]
- Premi Nacional de Comunicació Científica Arxivat 2017-07-03 a Wayback Machine. 2015, atorgat pel Govern de la Generalitat i la FCRI al programa Quèquicom,[2] del qual n'era creador.

## Llibres
- Vilalta Casas, Jaume. "El espíritu del reportaje".  Publicacions de la Universitat de Barcelona, UB., 2007, p. 246. ISBN 9788447531691.
- Vilalta Casas, Jaume. "El reportero en acción".  Publicacions de la Universitat de Barcelona, UB., 2007, p. 246. ISBN 84-47-53169-1.